# Grödinge kyrka
Grödinge kyrka är en kyrkobyggnad som tillhör Grödinge församling i Strängnäs stift. Kyrkan ligger i Grödinge socken i södra delen av Botkyrka kommun.

## Kyrkobyggnaden
Ursprungskyrkan var uppförd på 1100-talet i romansk stil och hade ett slutet försvarstorn i väster. Vid början av 1300-talet ersattes gamla långhuset med ett nytt och ett vapenhus i söder tillkom. Av ursprungskyrkan behölls tornet och södra väggen. Eftersom långhuset breddades åt norr är tornet förskjutet mot söder i förhållande till långhusets längdaxel. På 1400-talet byggdes en ny sakristia norr om koret och ersatte en äldre sakristia. Samma århundrade byggdes tornet på med tegel och blev tre meter högre. Under senare delen av 1400-talet försågs kyrkorummet med takvalv i tre travéer. På 1750-talet höjdes tornet ytterligare två meter och fick nuvarande tornhuv.

## Inventarier
- En skadad skulptur av ärkeängeln Mikael är från 1100-talet.
- Ett triumfkrucifix är från början av 1500-talet.
- Nuvarande altartavla är målad av Alexander Rudbeck och skänkt till kyrkan 1862 av baron Gustaf Thure Rudbeck, Marieberg. Tavlan är en kopia av den franske konstnären Émile Signols målning "Kristus och äktenskapsbryterskan" (Johannes 8:1-11) som finns i Musée du Luxembourg i Paris.
- En kopia av Grödingebonaden, en medeltida bonad vars original numera finns i Statens historiska museum, donerades 1952 av storbyggmästaren Olle Engkvist.[1]

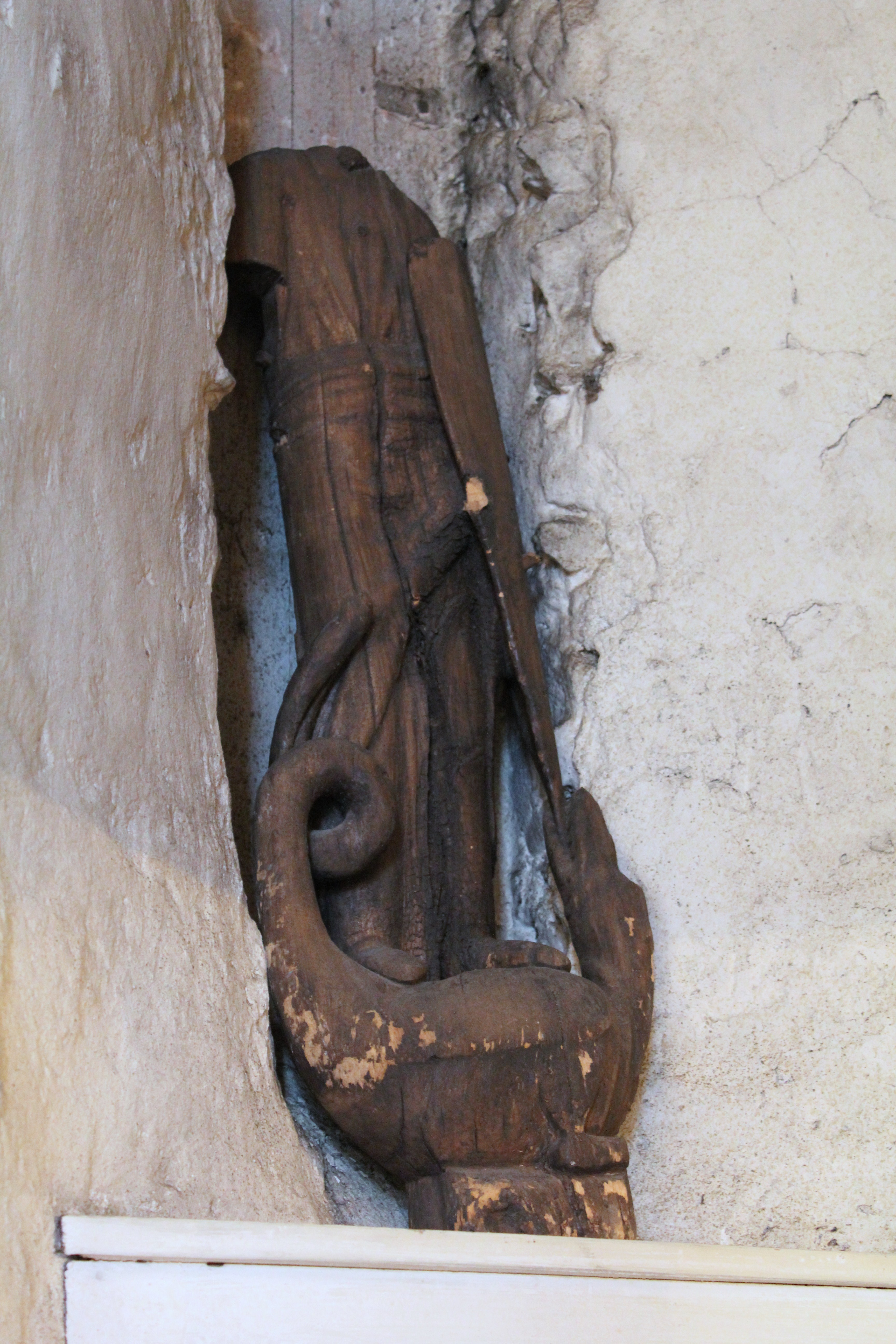
Sankt Mikael.
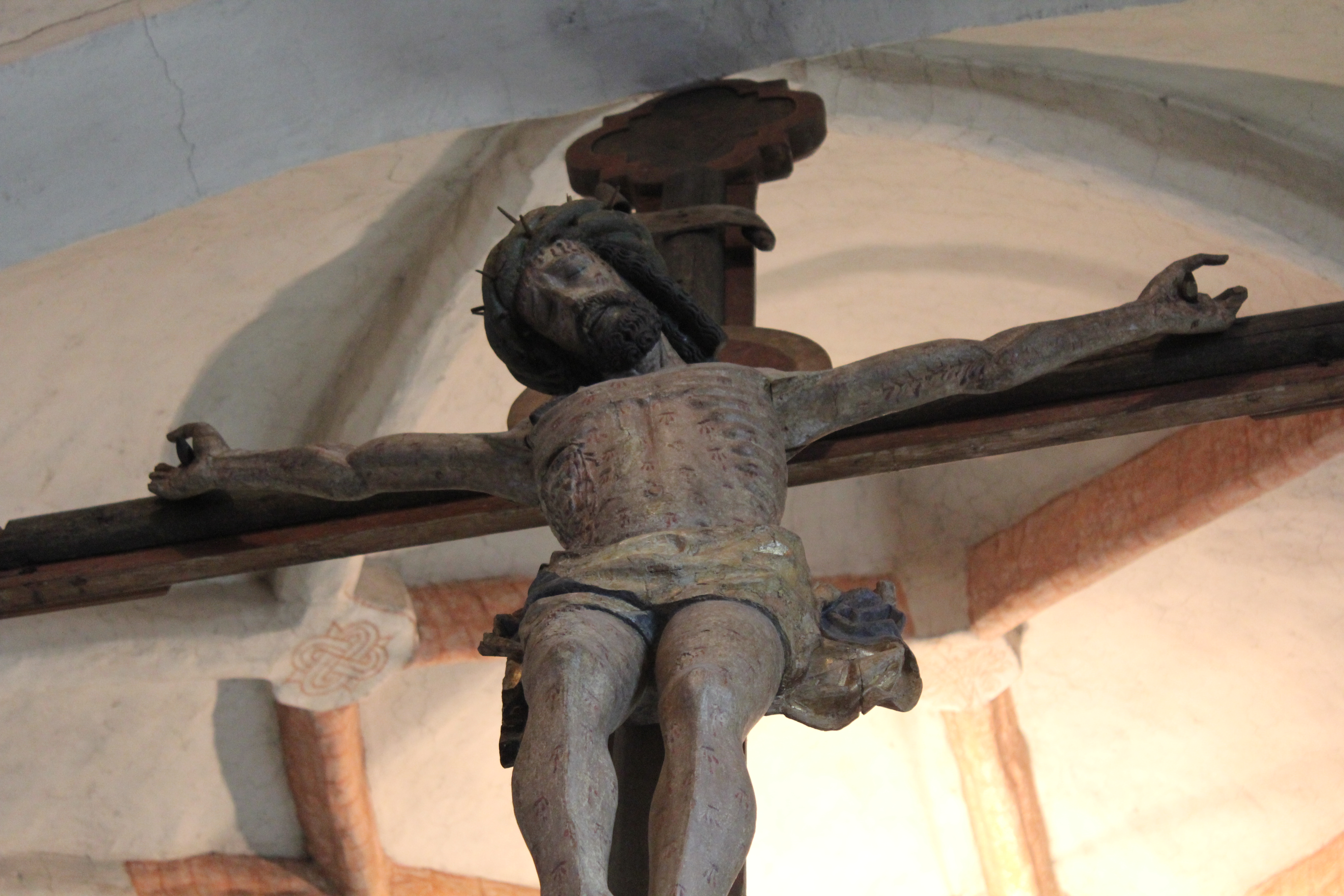
Triumfkrucifixet.
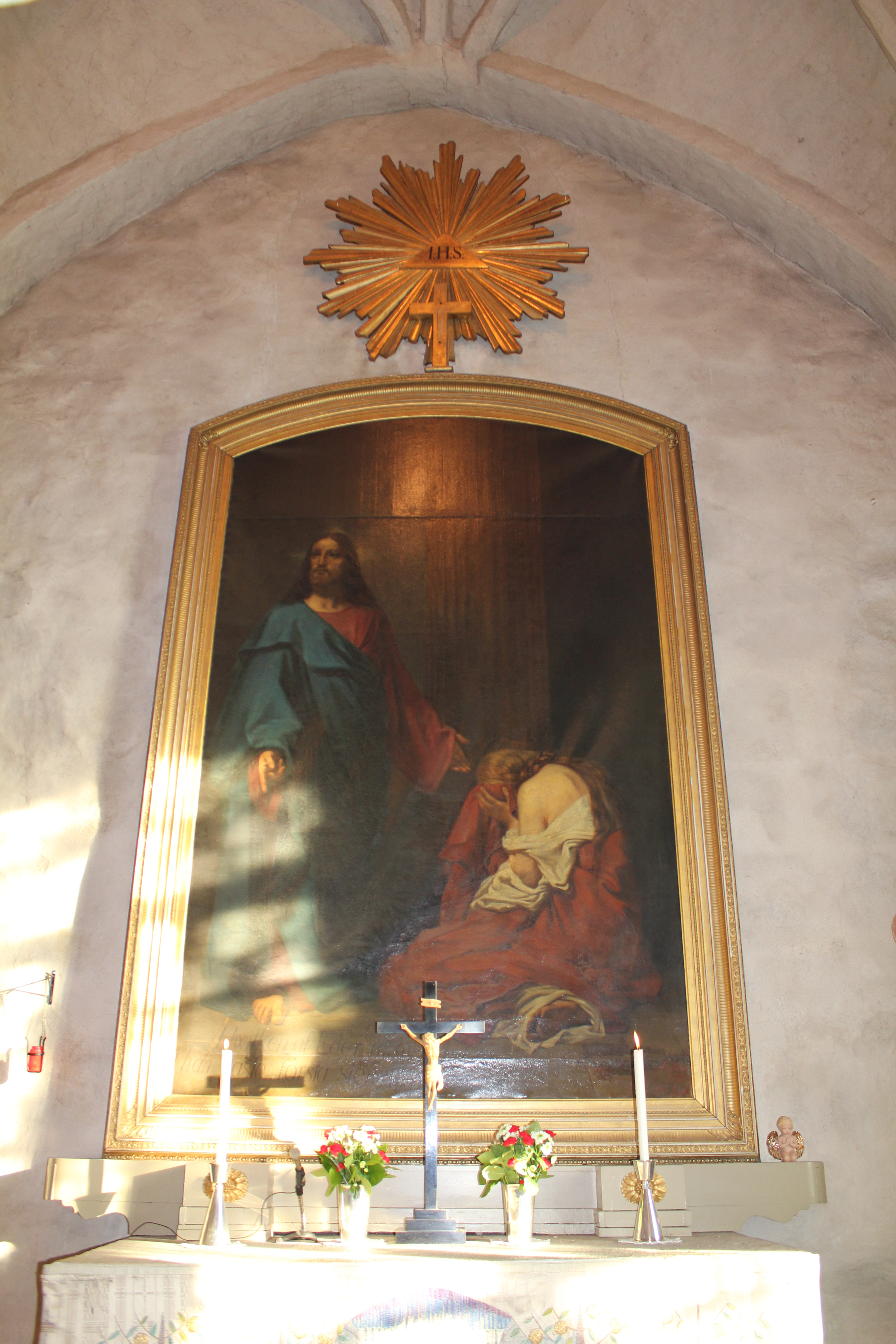
Altartavlan.
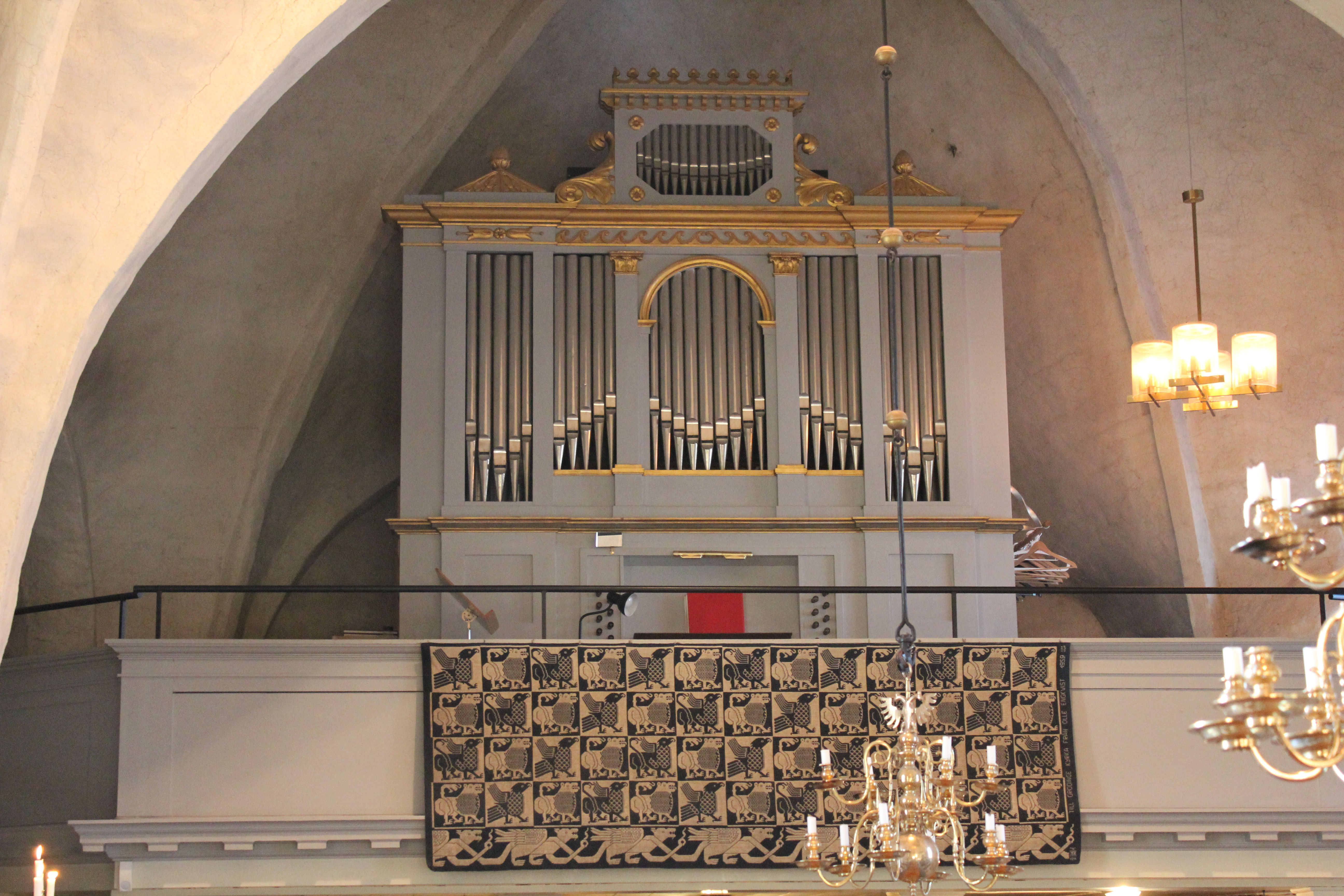
Orgelläktaren med en kopia av Grödingebonaden.

## Orgel
- 1700 skänkte vice president Johan Wattrang en orgel till kyrkan med 4 stämmor.[2]
- 1833 bygger Per Zacharias Strand, Stockholm en orgel med 6 stämmor.
- 1941 bygger John Vesterlunds Orgelbyggeri, Lövstabruk en orgel med 16 stämmor, två manualer och pedal.
- Nuvarande orgel byggdes 1970 av Olof Hammarberg, Göteborg. Den har 19 stämmor, fördelade på 2 manualer och pedal. Fasaden och några stämmor härstammar från kyrkans första orgel, byggd 1833. Orgeln är mekanisk och har ett tonomfång på 56/30.

| Huvudverk I   | Svällverk II      | Pedal        | Koppel |
| Principal 8´  | Rörflöjt 8´       | Subbas 16´   | I/P    |
| Gedakt 8´     | Principal 4´      | Gedaktbas 8´ | II/P   |
| Fugara 8´     | Koppelflöjt 4´    | Oktavbas 4´  | II/I   |
| Oktava 4´     | Waldflöjt 2'      | Fagott 16´   |        |
| Rörflöjt 4'   | Sesquialtera II   |              |        |
| Quinta 2 2/3' | Scharf III        |              |        |
| Oktava 2'     | Dulcian 8'        |              |        |
| Mixtur IV     | Tremulant         |              |        |
|               | Crescendosvällare |              |        |

## Runstenar

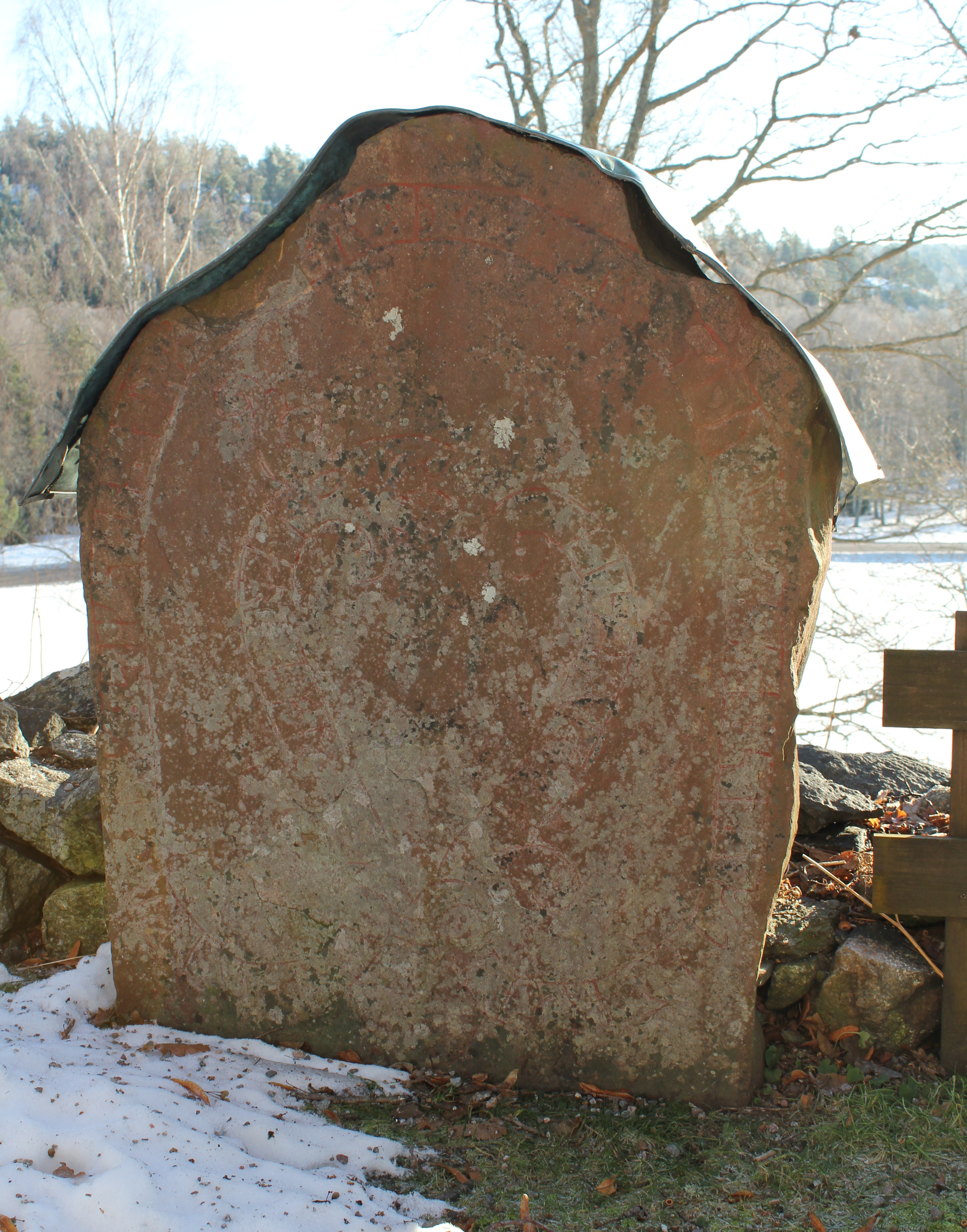
Sö 291 utanför kyrkan.

Vid kyrkan står runstenen Sö 291, och i vapenhuset förvaras den fragmentariska Sö 293.